# Prasinocyma triglena
Prasinocyma triglena là một loài bướm đêm trong họ Geometridae.